# Loxosceles tenochtitlan
Loxosceles tenochtitlan es una araña violinista de la familia Sicariidae recientemente descrita. Es endémica del centro de México, en la Ciudad de México, en el Estado de México y en Tlaxcala. Su nombre científico se refiere al antiguo nombre de la Ciudad de México, Tenochtitlan.

## Descripción
Es una especie parecida a Loxosceles misteca que se distribuye en el estado de Guerrero y de Morelos con la cual está probablemente cercanamente relacionada.

## Historia natural
Se conoce muy poco sobre esta especie debido a que fue recientemente descrita. se han colectado individuos en casas, puertas, cajas, cajones, debajo de sillas y mesas y de las camas. 